# 6 Horas de Baréin 2013
Las 6 Horas de Baréin 2013 fue un evento de carreras deportivas de resistencia celebrado en el Circuito Internacional de Bahrain, Sakhir, Baréin los días 28 a 30 de noviembre de 2013, y fue como la octava y última carrera de la Temporada 2013 del Campeonato Mundial de Resistencia. Sébastien Buemi, Stéphane Sarrazin y Anthony Davidson de Toyota ganaron la carrera a bordo del Toyota TS030 Hybrid No.8.

## Clasificación
Los ganadores de las poles en cada clase están marcados en negrita.
| Pos | Clase     | Equipo                         | Tiempo   | Grilla |
| --- | --------- | ------------------------------ | -------- | ------ |
| 1   | LMP1      | No. 7 Toyota Racing            | 1:42.449 | 1      |
| 2   | LMP1      | No. 8 Toyota Racing            | 1:42.781 | 2      |
| 3   | LMP1      | No. 1 Audi Sport Team Joest    | 1:42.976 | 3      |
| 4   | LMP1      | No. 2 Audi Sport Team Joest    | 1:43.145 | 4      |
| 5   | LMP1      | No. 12 Rebellion Racing        | 1:46.728 | 5      |
| 6   | LMP2      | No. 49 Pecom Racing            | 1:50.941 | 6      |
| 7   | LMP2      | No. 26 G-Drive Racing          | 1:51.003 | 7      |
| 8   | LMP2      | No. 24 OAK Racing              | 1:51.718 | 8      |
| 9   | LMP2      | No. 41 Greaves Motorsport      | 1:51.841 | 9      |
| 10  | LMP2      | No. 25 Delta-ADR               | 1:52.133 | 10     |
| 11  | LMP2      | No. 35 OAK Racing              | 1:52.377 | 11     |
| 12  | LMP2      | No. 31 Lotus                   | 1:53.217 | 12     |
| 13  | LMP2      | No. 32 Lotus                   | 1:53.584 | 13     |
| 14  | LMP2      | No. 45 OAK Racing              | 1:54.033 | 14     |
| 15  | LMGTE Pro | No. 92 Porsche AG Team Manthey | 1:58.833 | 15     |
| 16  | LMGTE Pro | No. 91 Porsche AG Team Manthey | 1:58.960 | 16     |
| 17  | LMGTE Pro | No. 97 Aston Martin Racing     | 1:59.038 | 17     |
| 18  | LMGTE Pro | No. 71 AF Corse                | 1:59.049 | 18     |
| 19  | LMGTE Pro | No. 99 Aston Martin Racing     | 1:59.167 | 19     |
| 20  | LMGTE Pro | No. 51 AF Corse                | 1:59.459 | 20     |
| 21  | LMGTE Am  | No. 95 Aston Martin Racing     | 2:00.303 | 21     |
| 22  | LMGTE Am  | No. 81 8 Star Motorsports      | 2:00.337 | 22     |
| 23  | LMGTE Am  | No. 96 Aston Martin Racing     | 2:00.496 | 23     |
| 24  | LMGTE Am  | No. 61 AF Corse                | 2:00.527 | 24     |
| 25  | LMGTE Am  | No. 76 IMSA Performance Matmut | 2:00.880 | 25     |
| 26  | LMGTE Am  | No. 88 Proton Competition      | 2:01.290 | 26     |
| 27  | LMGTE Am  | No. 57 Krohn Racing            | 2:01.563 | 27     |
| 28  | LMGTE Am  | No. 50 Larbre Compétition      | 2:03.236 | 28     |

## Carrera
Resultados por clase
| Pos. general | Pos. clase | Clase     | N.° | Escudería               | Pilotos                                            | Automóvil                 | Vueltas | Tiempo/Retirado | Campeonato | Campeonato |
| Pos. general | Pos. clase | Clase     | N.° | Escudería               | Pilotos                                            | Automóvil                 | Vueltas | Tiempo/Retirado | Pos.       | Puntos     |
| LMP          | LMP        | LMP       | LMP | LMP                     | LMP                                                | LMP                       | LMP     | LMP             | LMP        | LMP        |
| ------------ | ---------- | --------- | --- | ----------------------- | -------------------------------------------------- | ------------------------- | ------- | --------------- | ---------- | ---------- |
| 1            | 1          | LMP1      | 8   | Toyota Racing           | Anthony Davidson Sébastien Buemi Stéphane Sarrazin | Toyota TS030 Hybrid       | 199     | 6:01:15.303     | 1          | 25         |
| 2            | 2          | LMP1      | 1   | Audi Sport Team Joest   | André Lotterer Benoît Tréluyer Marcel Fässler      | Audi R18 e-tron quattro   | 199     | +1:10.585       | 2          | 18         |
| 3            | 1          | LMP2      | 26  | G-Drive Racing          | Roman Rusinov John Martin Mike Conway              | Oreca 03-Nissan           | 184     | +15 vueltas     | 3          | 15         |
| 4            | 2          | LMP2      | 24  | OAK Racing              | Olivier Pla David Heinemeier Hansson Alex Brundle  | Morgan-Nissan             | 184     | +15 vueltas     | 4          | 12         |
| 5            | 3          | LMP2      | 41  | Greaves Motorsport      | Björn Wirdheim Wolfgang Reip Jon Lancaster         | Zytek Z11SN-Nissan        | 184     | +15 vueltas     | 5          | 10         |
| 6            | 4          | LMP2      | 35  | OAK Racing              | Bertrand Baguette Ricardo González Martin Plowman  | Morgan-Nissan             | 182     | +17 vueltas     | 6          | 8          |
| 7            | 5          | LMP2      | 45  | OAK Racing              | Jacques Nicolet Keiko Ihara David Cheng            | Morgan-Nissan             | 180     | +19 vueltas     | 7          | 6          |
| 8            | 6          | LMP2      | 25  | Delta-ADR               | Fabien Giroix Robbie Kerr Craig Dolby              | Oreca 03-Nissan           | 178     | +21 vueltas     | 8          | 4          |
| 14           | 7          | LMP2      | 49  | PeCom Racing            | Luis Pérez Companc Nicolas Minassian Pierre Kaffer | Oreca 03-Nissan           | 172     | +27 vueltas     | 9          | 2          |
| Ret          | Ret        | LMP1      | 2   | Audi Sport Team Joest   | Tom Kristensen Loïc Duval Allan McNish             | Audi R18 e-tron quattro   | 93      | Retirado        | Ret        | Ret        |
| Ret          | Ret        | LMP1      | 7   | Toyota Racing           | Alexander Wurz Nicolas Lapierre Kazuki Nakajima    | Toyota TS030 Hybrid       | 64      | Retirado        | Ret        | Ret        |
| Ret          | Ret        | LMP1      | 12  | Rebellion Racing        | Andrea Belicchi Mathias Beche Nicolas Prost        | Lola B12/60 Coupé-Toyota  | 44      | Retirado        | Ret        | Ret        |
| Ret          | Ret        | LMP2      | 32  | Lotus                   | Thomas Holzer Dominik Kraihamer Jan Charouz        | Lotus T128                | 5       | Retirado        | Ret        | Ret        |
| Ret          | Ret        | LMP2      | 31  | Lotus                   | Kevin Weeda Vitantonio Liuzzi Lucas Auer           | Lotus T128                | 0       | Retirado        | Ret        | Ret        |
| LMP2         |            |           |     |                         |                                                    |                           |         |                 |            |            |
| 3            | 1          | LMP2      | 26  | G-Drive Racing          | Roman Rusinov John Martin Mike Conway              | Oreca 03-Nissan           | 184     | 1:10.585        | 1          | 25         |
| 4            | 2          | LMP2      | 24  | OAK Racing              | Olivier Pla David Heinemeier Hansson Alex Brundle  | Morgan-Nissan             | 184     | +1:09.897       | 2          | 18         |
| 5            | 3          | LMP2      | 41  | Greaves Motorsport      | Björn Wirdheim Wolfgang Reip Jon Lancaster         | Zytek Z11SN-Nissan        | 184     | +1:44.504       | 3          | 15         |
| 6            | 4          | LMP2      | 35  | OAK Racing              | Bertrand Baguette Ricardo González Martin Plowman  | Morgan-Nissan             | 182     | +2 vueltas      | 4          | 12         |
| 7            | 5          | LMP2      | 45  | OAK Racing              | Jacques Nicolet Keiko Ihara David Cheng            | Morgan-Nissan             | 180     | +4 vueltas      | 5          | 10         |
| 8            | 6          | LMP2      | 25  | Delta-ADR               | Fabien Giroix Robbie Kerr Craig Dolby              | Oreca 03-Nissan           | 178     | +6 vueltas      | 6          | 8          |
| 14           | 7          | LMP2      | 49  | PeCom Racing            | Luis Pérez Companc Nicolas Minassian Pierre Kaffer | Oreca 03-Nissan           | 172     | +12 vueltas     | 7          | 6          |
| Ret          | Ret        | LMP2      | 32  | Lotus                   | Thomas Holzer Dominik Kraihamer Jan Charouz        | Lotus T128                | 5       | Retirado        | Ret        | Ret        |
| Ret          | Ret        | LMP2      | 31  | Lotus                   | Kevin Weeda Vitantonio Liuzzi Lucas Auer           | Lotus T128                | 0       | Retirado        | Ret        | Ret        |
| LMGTE        |            |           |     |                         |                                                    |                           |         |                 |            |            |
| Pos. general | Pos. clase | Clase     | N.° | Escudería               | Pilotos                                            | Automóvil                 | Vueltas | Tiempo/Retirado | Campeonato | Campeonato |
| Pos. general | Pos. clase | Clase     | N.° | Escudería               | Pilotos                                            | Automóvil                 | Vueltas | Tiempo/Retirado | Pos.       | Puntos     |
| 9            | 1          | LMGTE Pro | 51  | AF Corse                | Gianmaria Bruni Toni Vilander                      | Ferrari F458 Italia       | 175     | 6:02:30.722     | 1          | 25         |
| 10           | 2          | LMGTE Pro | 91  | Porsche AG Team Manthey | Jörg Bergmeister Patrick Pilet                     | Porsche 911 RSR           | 175     | +43.532         | 2          | 18         |
| 11           | 3          | LMGTE Pro | 71  | AF Corse                | Kamui Kobayashi Giancarlo Fisichella               | Ferrari F458 Italia       | 174     | +1 vuelta       | 3          | 15         |
| 12           | 4          | LMGTE Pro | 92  | Porsche AG Team Manthey | Marc Lieb Richard Lietz                            | Porsche 911 RSR           | 174     | +1 vuelta       | 4          | 12         |
| 13           | 1          | LMGTE Am  | 95  | Aston Martin Racing     | Christoffer Nygaard Kristian Poulsen Nicki Thiim   | Aston Martin Vantage V8   | 173     | +2 vueltas      | 5          | 10         |
| 15           | 2          | LMGTE Am  | 81  | 8 Star Motorsports      | Enzo Potolicchio Rui Águas Davide Rigon            | Ferrari F458 Italia       | 172     | +3 vueltas      | 6          | 8          |
| 16           | 3          | LMGTE Am  | 61  | AF Corse                | François Perrodo Emmanuel Collard Matt Griffin     | Ferrari F458 Italia       | 172     | +3 vueltas      | 7          | 6          |
| 17           | 4          | LMGTE Am  | 50  | Larbre Compétition      | Patrick Bornhauser Julien Canal Fernando Rees      | Chevrolet Corvette C6-ZR1 | 171     | +4 vueltas      | 8          | 4          |
| 18           | 5          | LMGTE Am  | 96  | Aston Martin Racing     | Stuart Hall Roald Goethe Jamie Campbell-Walter     | Aston Martin Vantage V8   | 169     | +6 vueltas      | 9          | 2          |
| 19           | 6          | LMGTE Am  | 76  | IMSA Performance Matmut | Raymond Narac Jean-Karl Vernay Markus Palttala     | Porsche 911 GT3 RSR       | 162     | +13 vueltas     | 10         | 1          |
| Ret          | Ret        | LMGTE Pro | 99  | Aston Martin Racing     | Pedro Lamy Bruno Senna Richie Stanaway             | Aston Martin Vantage V8   | 145     | Retirado        | Ret        | Ret        |
| Ret          | Ret        | LMGTE Pro | 97  | Aston Martin Racing     | Darren Turner Stefan Mücke                         | Aston Martin Vantage V8   | 109     | Retirado        | Ret        | Ret        |
| Ret          | Ret        | LMGTE Am  | 88  | Proton Competition      | Christian Ried Gianluca Roda Paolo Ruberti         | Porsche 911 GT3 RSR       | 86      | Retirado        | Ret        | Ret        |
| Ret          | Ret        | LMGTE Am  | 57  | Krohn Racing            | Tracy Krohn Niclas Jönsson Maurizio Mediani        | Ferrari F458 Italia       | 83      | Retirado        | Ret        | Ret        |
| LMGTE Am     |            |           |     |                         |                                                    |                           |         |                 |            |            |
| 13           | 1          | LMGTE Am  | 95  | Aston Martin Racing     | Christoffer Nygaard Kristian Poulsen Nicki Thiim   | Aston Martin Vantage V8   | 173     | 6:02:43.316     | 1          | 25         |
| 15           | 2          | LMGTE Am  | 81  | 8 Star Motorsports      | Enzo Potolicchio Rui Águas Davide Rigon            | Ferrari F458 Italia       | 172     | +1 vuelta       | 2          | 18         |
| 16           | 3          | LMGTE Am  | 61  | AF Corse                | François Perrodo Emmanuel Collard Matt Griffin     | Ferrari F458 Italia       | 172     | +1 vuelta       | 3          | 15         |
| 17           | 4          | LMGTE Am  | 50  | Larbre Compétition      | Patrick Bornhauser Julien Canal Fernando Rees      | Chevrolet Corvette C6-ZR1 | 171     | +2 vueltas      | 4          | 12         |
| 18           | 5          | LMGTE Am  | 96  | Aston Martin Racing     | Stuart Hall Roald Goethe Jamie Campbell-Walter     | Aston Martin Vantage V8   | 169     | +4 vueltas      | 5          | 10         |
| 19           | 6          | LMGTE Am  | 76  | IMSA Performance Matmut | Raymond Narac Jean-Karl Vernay Markus Palttala     | Porsche 911 GT3 RSR       | 162     | +11 vueltas     | 6          | 8          |
| Ret          | Ret        | LMGTE Am  | 88  | Proton Competition      | Christian Ried Gianluca Roda Paolo Ruberti         | Porsche 911 GT3 RSR       | 86      | Retirado        | Ret        | Ret        |
| Ret          | Ret        | LMGTE Am  | 57  | Krohn Racing            | Tracy Krohn Niclas Jönsson Maurizio Mediani        | Ferrari F458 Italia       | 83      | Retirado        | Ret        | Ret        |

Fuentes: FIA WEC.